# Carolina Díaz Pimentel
Carolina Díaz Pimentel   (Perú) és una periodista peruana, que tracta temes relacionats amb la salut mental i la neurodivergència. Va ser nomenada a la llista de les 100 dones de la BBC el novembre de 2023.

## Biografia
Pimentel és periodista de professió. Li van diagnosticar autisme als 29 anys d'edat i també té un trastorn bipolar del tipus II. Va fundar organitzacions sense ànim de lucre com ara Peruvian Neurodivergent Coalition, More than Bipolar i Atypical Project. Pimentel també és becària de Rosalynn Carter i una beneficiària del Centre Pulitzer. El novembre de 2023, va ser inclosa a la llista de les 100 dones de la BBC.